# IC 1912
IC 1912 ist eine Spiralgalaxie vom Hubble-Typ S im Sternbild Pendeluhr am Südsternhimmel. Sie ist rund 412 Millionen Lichtjahre von der Milchstraße entfernt und hat einen Durchmesser von etwa 110.000 Lichtjahren.

Im selben Himmelsareal befinden sich unter anderem die Galaxien IC 1903 und IC 1915.
Das Objekt wurde am 14. Oktober 1898 von DeLisle Stewart entdeckt.